# Новодарьевка (село)
Новода́рьевка (укр. Новодар'ївка) — село, относится к Ровеньковскому городскому совету Луганской области Украины. Де-факто — с 2014 года населённый пункт контролируется самопровозглашённой Луганской Народной Республикой.

## География
Не путать с одноимённым пгт. Новодарьевкой, расположенным к северо-северо-востоку от села и восточнее Ровенёк. Село располагается на реке Нагольной, в её среднем течении. Соседние населённые пункты: сёла Благовка, Платоновка, Новокрасновка (ниже по течению Нагольной) на юго-западе, Грибоваха на северо-западе, Ульяновка на севере, сёла Марьевка, Дарьевка и посёлок Нагольно-Тарасовка (выше по течению Нагольной) на северо-востоке;  посёлок Иващенко на востоке; сёла Зеленополье и Любимое на юго-востоке.

## Общие сведения
Занимает площадь 2,831 км². Почтовый индекс — 94779. Телефонный код — 6433. Код КОАТУУ — 4412391003.

## Население
Население по переписи 2001 года составляло 193 человека.  Численность населения на 2011 год — 160 человек.

## Местный совет
94793, Луганская обл., Ровеньковский городской совет, с. Благовка, ул. Ленина, 25